# Стрижи (род)
Запрос Apus перенаправлен сюда, о созвездии см. Райская Птица (созвездие)
Стрижи, или обыкновенные стрижи (лат. Apus, от др.-греч. ἄπους «безногий») — род птиц семейства стрижиных.
В Российской Федерации встречается 4 вида этого рода.

## Виды
В состав рода включают 20 видов:
- Apus acuticauda — блестящий стриж
- Apus affinis — малый стриж
- Apus alexandri
- Apus apus — чёрный стриж, или башенный стриж
- Apus balstoni
- Apus barbatus — капский стриж
- Apus batesi — стриж Бэйтса
- Apus berliozi
- Apus bradfieldi
- Apus caffer — белогузый стриж
- Apus cooki
- Apus horus — эфиопский стриж
- Apus leuconyx
- Apus niansae — бурый стриж
- Apus nipalensis
- Apus pacificus — белопоясничный стриж
- Apus pallidus — бледный стриж
- Apus sladeniae
- Apus salimalii
- Apus unicolor — одноцветный стриж

В состав рода Apus ранее включали также чешуйчатого стрижа (Apus aequatorialis), позднее выделенного в род Tachymarptis, к которому относят и белобрюхого стрижа.

## Иллюстрации

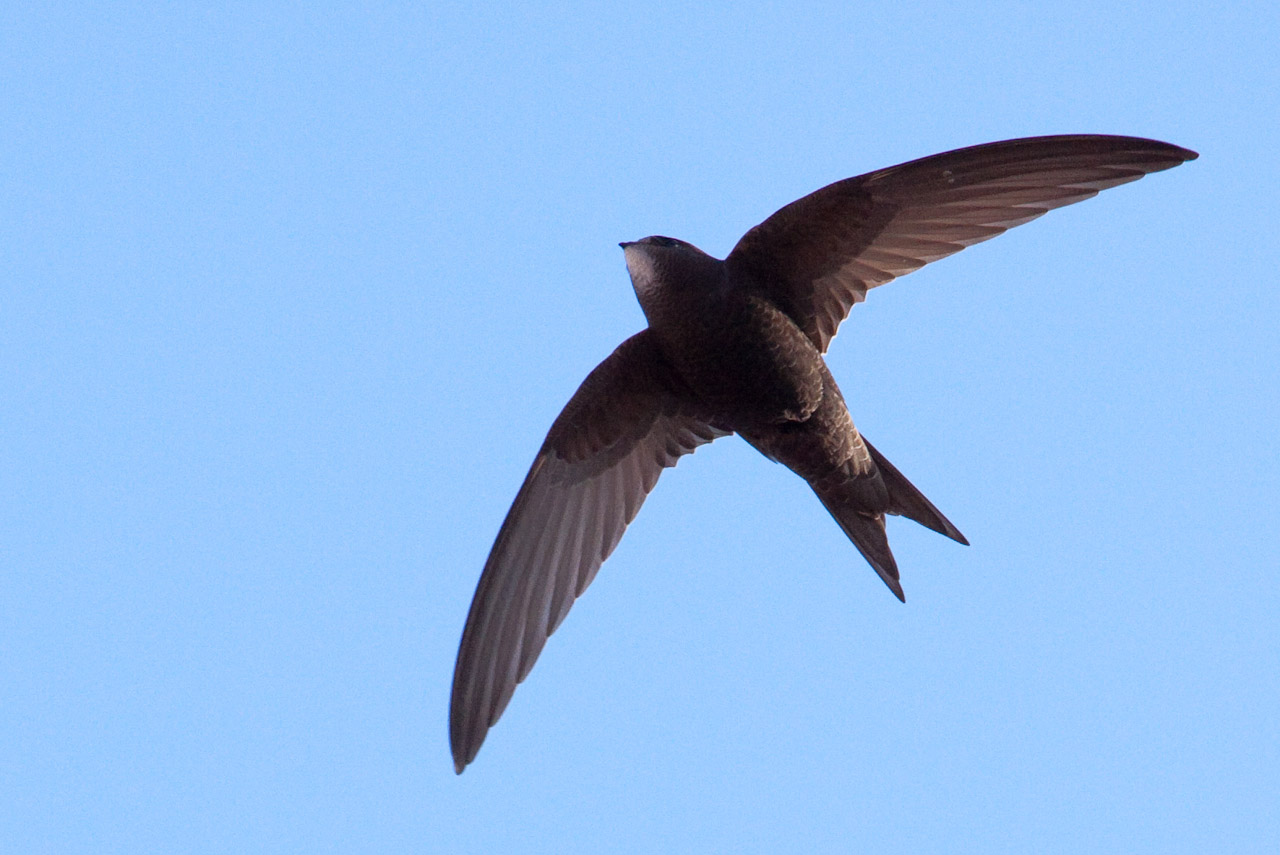
Чёрный стриж
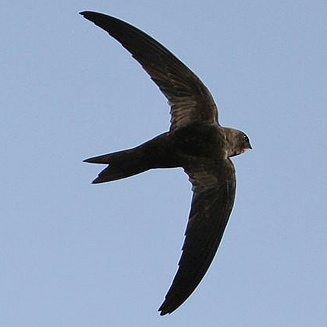
Капский стриж населяет Африку южнее Сахары
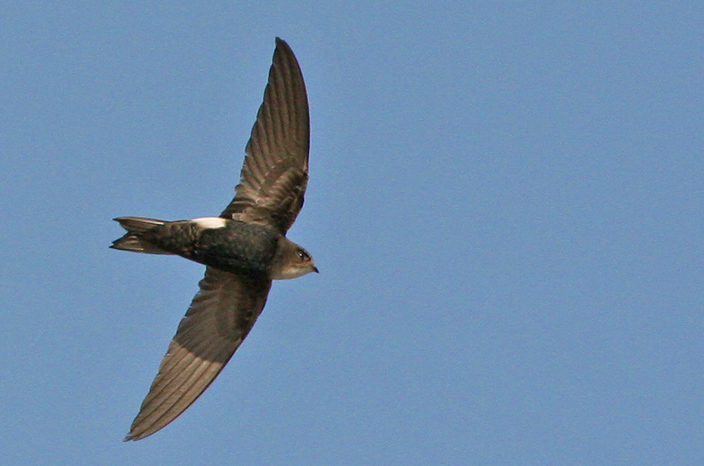
Эфиопский стриж населяет Африку южнее Сахары
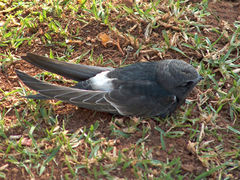
Белогузый стриж населяет Африку южнее Сахары
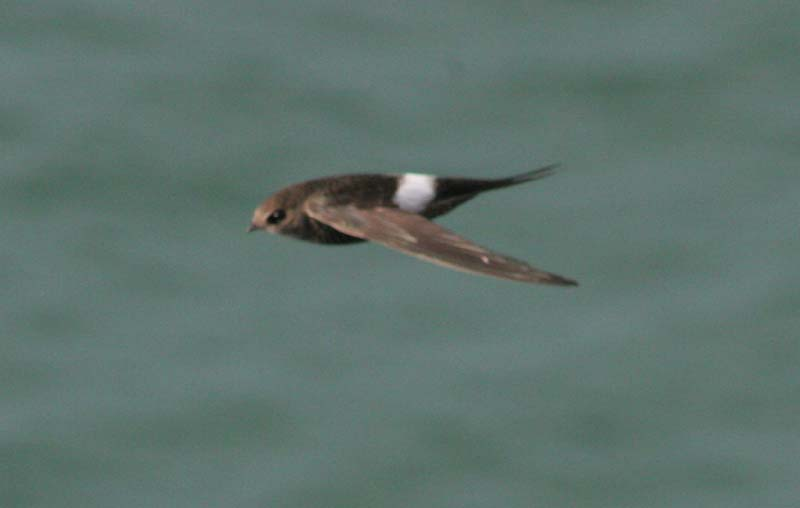
Белопоясничный стриж гнездится в Сибири и на Дальнем Востоке, зимует в Австралии, Индонезии и юге Индии; круглогодично живет в Юго-Восточной Азии и предгорьях Гималаев
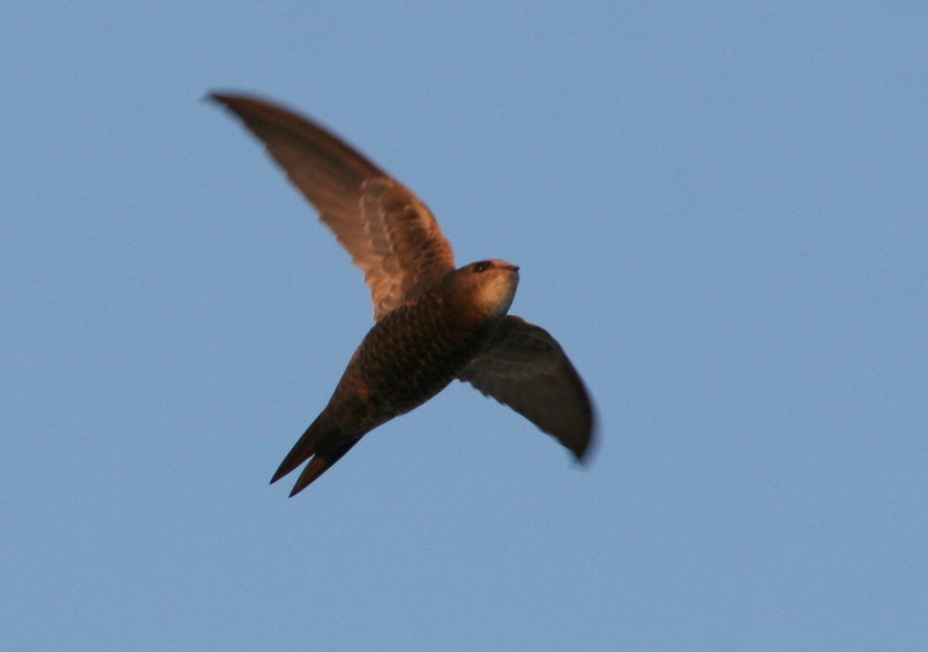
Бледный стриж населяет Африку, юг Европы, Ближний Восток
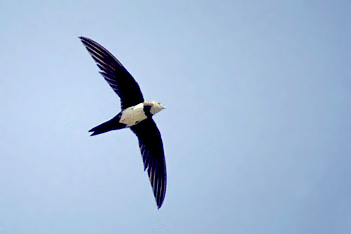
Белобрюхий стриж